# Eduard Adolf Strasburger
Pour les articles homonymes, voir Strasburger.
Eduard Adolf Strasburger est un botaniste allemand, né le 1er février 1844 à Varsovie et mort le 18 mai 1912 à Bonn.

## Carrière
Après des études à Paris et à Bonn, il obtient son doctorat de biologie à l’université de Iéna en 1866. Il commence à enseigner à l’université de Varsovie avant de prendre un poste de professeur de botanique à l’université de Iéna de 1869 à 1880, où il réaménage en tant que directeur le jardin botanique d'Iéna ; puis, de 1880 jusqu’à sa mort, il est professeur de botanique à l’université de Bonn. Il voyage notamment avec Ernst Haeckel (1834-1919).
Il se consacre à l’étude de l’embryologie végétale et fait des observations nouvelles sur l’embryologie des gymnospermes. Son œuvre sur la cytologie végétale est également pionnière.
Strasburger devient membre étranger de la Royal Society le 26 novembre 1891, reçoit la médaille linnéenne en 1905 et la médaille d’argent Darwin-Wallace en 1908. Il est notamment l’auteur de :
- Über Zellbildung und Zellteilung (1875) ;
- Die Angiospermen und die Gymnospermen (1879) ;
- Chromosomenzahlen, Plasmastrukturen, Verebungsträger und Reduktionstellung (1909).

Il participe également à la rédaction du Lehrbuch der Botanik de 1894.

## Note
1. ↑  cf. Kaoru Harada (2001), Pilgrimage through the History of German Natural Science, Université de Bonn, Viva Origino, 29 : 143-154.  (ISSN 0910-4003).